# Hilas

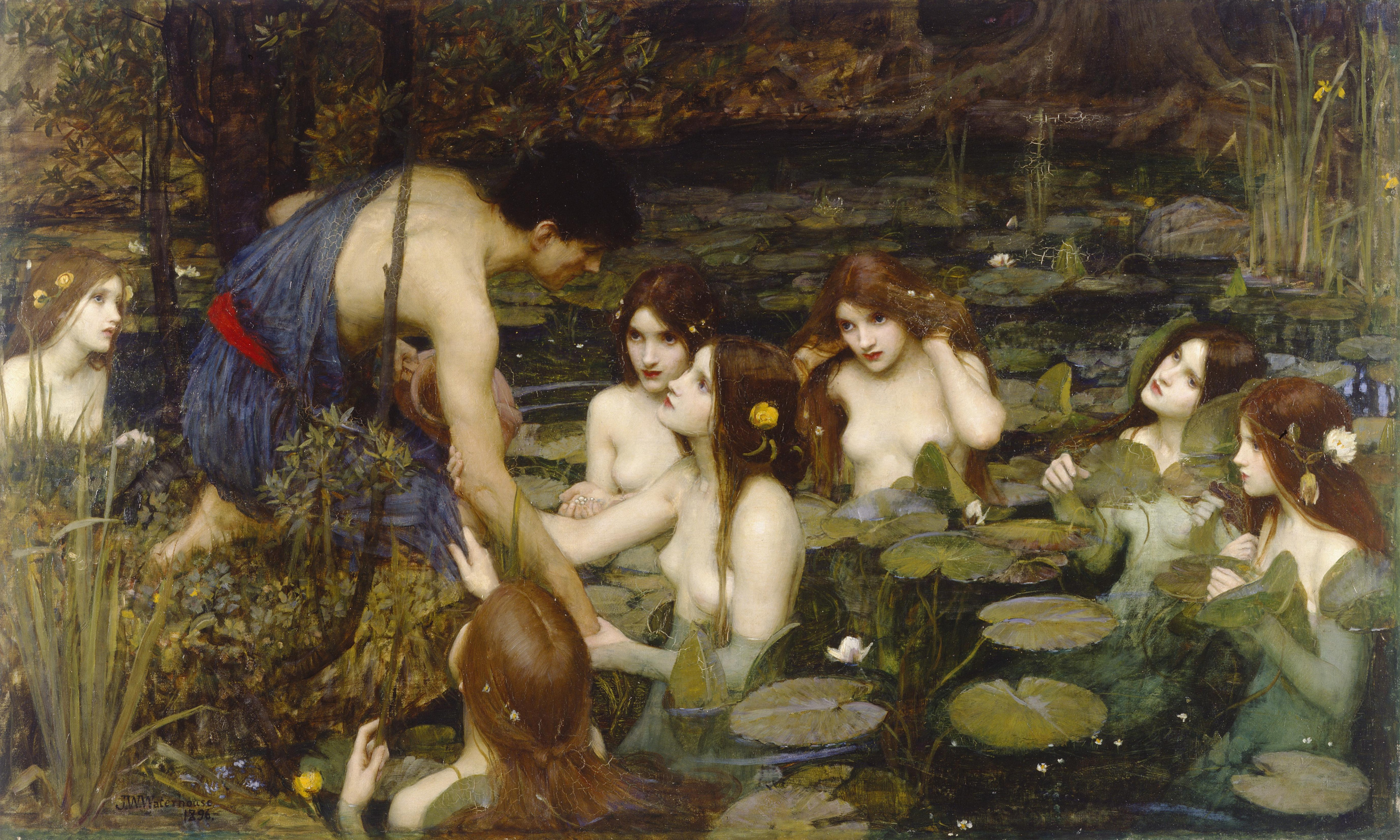
Hilas y las ninfas (1896), de John William Waterhouse.

En la mitología griega, Hilas (en griego Ύλας / Hylas) era el hijo del rey Tiodamante de los dríopes, amado por Heracles y raptado por las ninfas debido a su belleza, o bien fue amado por Apolo.
Cuando Heracles mató a su padre en una disputa por un buey de labranza, lo tomó a su cargo y lo educó. Heracles llevó a Hilas con él a bordo de la nave Argo, haciéndole uno de los argonautas.
Durante el viaje, Hilas fue secuestrado cuando se dirigía a la fuente Pegea (Misia), o al río Ascanio a buscar agua. Se le atribuye a una de las ninfas acuáticas llamada Efidacia quien lo arrastró al interior de las aguas a causa de su belleza. Una de las versiones indica que el rapto por las ninfas se produjo a instancias de Hera. Ayudado por el argonauta Polifemo, que había oído el grito del muchacho al desaparecer, Heracles buscó a Hilas durante mucho tiempo. El Argo partió sin ellos, por lo que no participaron en el resto del viaje. Nunca hallaron a Hilas porque había recibido la inmortalidad de las ninfas acuáticas y permaneció con ellas.
Una versión alternativa narrada por Antonino Liberal decía que las ninfas, para evitar que Heracles pudiera encontrarlo, lo transformaron en eco. Según esta versión, Heracles sí continuó el viaje en el Argo, pero no Polifemo. Se contaba que los habitantes del área continuaban en época histórica realizando sacrificios a Hilas.